# Gauliga Pommern 1936/37

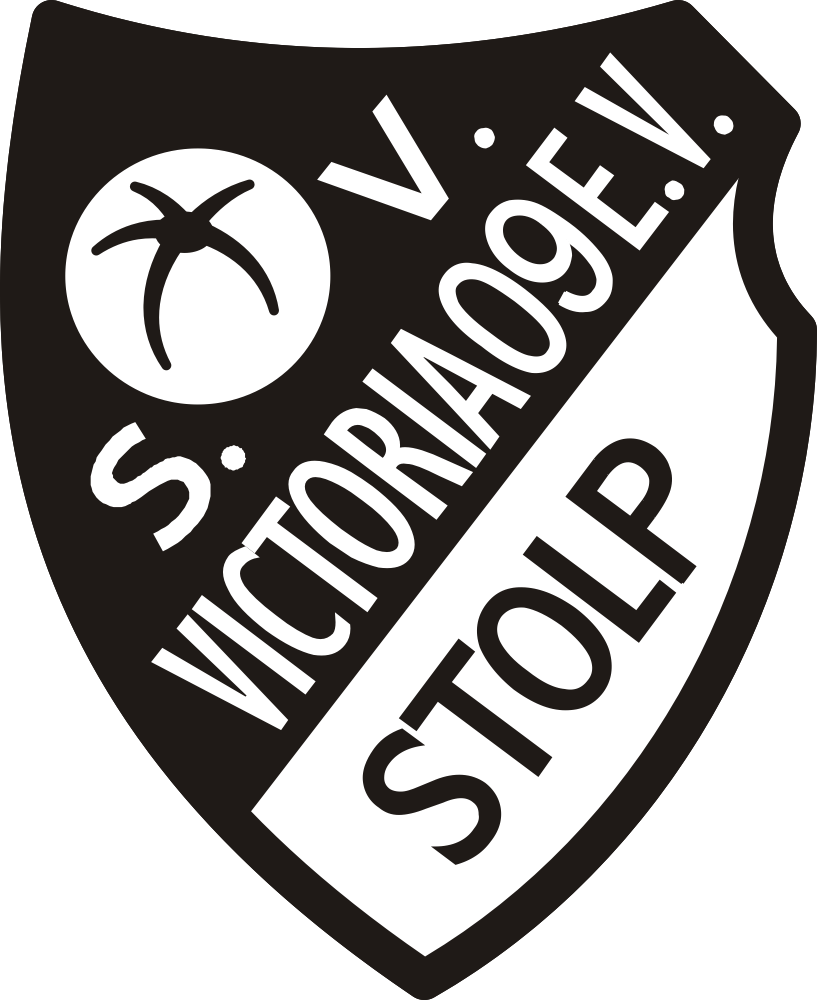
SV Viktoria Stolp – Meister Gauliga Pommern 1937

Die Gauliga Pommern 1936/37 war die vierte Spielzeit der Gauliga Pommern des Deutschen Fußball-Bundes. Die Gauliga Pommern wurde in dieser Saison in zwei Gruppen mit je sieben Mannschaften aufgeteilt. Die jeweiligen Gruppensieger spielten in Finalspielen die Gaumeisterschaft aus. Die Gaumeisterschaft sicherte sich zum dritten Mal der SV Viktoria Stolp im Finale gegen den Polizei SV Stettin und qualifizierte sich dadurch für die deutsche Fußballmeisterschaft 1936/37. Bei dieser wurden die Stolper Gruppenletzter der Gruppe B, FC Schalke 04, Werder Bremen und Hertha BSC waren die Gruppengegner gewesen.
Da die Gauliga in der nächsten Saison in einer Gruppe ausgespielt und auf zehn Teilnehmern begrenzt wurden, waren zusätzliche Qualifikationsspiele vonnöten.

## Abteilung Ost

### Kreuztabelle
| 1936/37                  | SV Viktoria Stolp | MSV Mackensen Neustettin | SV Germania Stolp | FC Pfeil Lauenburg | MSV Hubertus Kolberg | SV Sturm Lauenburg | SV Hertha Schneidemühl |
| ------------------------ | ----------------- | ------------------------ | ----------------- | ------------------ | -------------------- | ------------------ | ---------------------- |
| SV Viktoria Stolp        |                   | 7:0                      | 2:0               | 0:1                | 2:1                  | 3:1                | +0:0 a                 |
| MSV Mackensen Neustettin | 1:0               |                          | 1:3               | 5:1                | 3:0                  | +0:0 b             | +0:0 a                 |
| SV Germania Stolp        | 1:8               | 3:2                      |                   | 0:0                | 5:3                  | 4:1                | 7:1                    |
| FC Pfeil Lauenburg       | 2:5               | 3:3                      | 4:0               |                    | 0:2                  | 1:1                | +0:0 a                 |
| HSV Hubertus Kolberg     | 0:2               | 0:0                      | 0:0+ c            | 2:1                |                      | 2:1                | 3:5                    |
| SV Sturm Lauenburg       | 2:2               | 3:4                      | 3:3               | 5:7                | 1:3                  |                    | 6:0                    |
| SV Hertha Schneidemühl   | 2:3               | 2:5                      | 0:0+ a            | 0:4                | 0:3                  | +0:0 d             |                        |

### Abschlusstabelle
| Pl. | Verein                       | Sp. | S | U | N  | Tore    | Quote | Punkte |
| --- | ---------------------------- | --- | - | - | -- | ------- | ----- | ------ |
| 1.  | SV Viktoria Stolp (M)        | 12  | 9 | 1 | 2  | 034:110 | 3,09  | 19:50  |
| 2.  | MSV Mackensen Neustettin (N) | 12  | 7 | 2 | 3  | 024:220 | 1,09  | 16:80  |
| 3.  | SV Germania Stolp            | 12  | 7 | 2 | 3  | 026:250 | 1,04  | 16:80  |
| 4.  | FC Pfeil Lauenburg           | 12  | 5 | 3 | 4  | 024:230 | 1,04  | 13:11  |
| 5.  | HSV Hubertus Kolberg         | 12  | 5 | 1 | 6  | 019:200 | 0,95  | 11:13  |
| 6.  | SV Sturm Lauenburg           | 12  | 1 | 3 | 8  | 024:290 | 0,83  | 05:19  |
| 7.  | SV Hertha Schneidemühl       | 12  | 2 | 0 | 10 | 010:310 | 0,32  | 04:20  |

| (M) | Titelverteidiger                  |
| (N) | Aufsteiger aus den Bezirksklassen |

## Abteilung West

### Kreuztabelle
| 1936/37            | Polizei SV Stettin | Stettiner SC | Greifswalder SC | SC Preußen Stettin | SC Blücher Gollnow | MTV Pommerensdorf | VfB Stettin |
| ------------------ | ------------------ | ------------ | --------------- | ------------------ | ------------------ | ----------------- | ----------- |
| Polizei SV Stettin |                    | 4:2          | 3:1             | 1:0                | 2:3                | 1:2               | 6:2         |
| Stettiner SC       | 1:3                |              | 3:0             | 2:0                | 1:0                | 5:0               | 1:0         |
| Greifswalder SC    | 1:3                | 3:1          |                 | 4:1                | 3:1                | 5:1               | 6:2         |
| SC Preußen Stettin | 0:2                | 3:4          | 1:0             |                    | 3:2                | 3:0               | 4:3         |
| SC Blücher Gollnow | 1:2                | 0:2          | 2:2             | 1:2                |                    | 4:1               | 5:4         |
| MTV Pommerensdorf  | 1:2                | 0:2          | 1:1             | 0:1                | 3:2                |                   | 4:2         |
| VfB Stettin        | 1:2                | 1:2          | 0:7             | 4:1                | 0:5                | 2:3               |             |

### Abschlusstabelle
| Pl. | Verein                | Sp. | S  | U | N  | Tore    | Quote | Punkte |
| --- | --------------------- | --- | -- | - | -- | ------- | ----- | ------ |
| 1.  | Polizei SV Stettin    | 12  | 10 | 0 | 2  | 031:150 | 2,07  | 20:40  |
| 2.  | Stettiner SC          | 12  | 9  | 0 | 3  | 026:140 | 1,86  | 18:60  |
| 3.  | Greifswalder SC       | 12  | 6  | 2 | 4  | 033:190 | 1,74  | 14:10  |
| 4.  | SC Preußen Stettin    | 12  | 6  | 0 | 6  | 019:230 | 0,83  | 12:12  |
| 5.  | SC Blücher Gollnow    | 12  | 4  | 1 | 7  | 026:250 | 1,04  | 09:15  |
| 6.  | MTV Pommerensdorf (N) | 12  | 4  | 1 | 7  | 016:300 | 0,53  | 09:15  |
| 7.  | VfB Stettin           | 12  | 1  | 0 | 11 | 021:460 | 0,46  | 02:22  |

| (N) | Aufsteiger aus den Bezirksklassen |

## Finalspiele Gaumeisterschaft

### Hinspiel
| SV Viktoria Stolp         | SV Viktoria Stolp | Polizei SV Stettin                                                                         | Polizei SV Stettin |
| ------------------------- | --- | ------------------------------------------------------------------------------------------ | ------------------ |
| SV Viktoria Stolp         | \| 28. Februar 1937 in Stolp \| \| Ergebnis: 0:1 (0:0) \| | \| 28. Februar 1937 in Stolp \| \| Ergebnis: 0:1 (0:0) \|                                  | Polizei SV Stettin |
| SV Viktoria Stolp         | Heinz Marczinski – Gerd Domke, Karl Albrecht – Rudolf Mickley, Hans Lietzke, Günter Noffz – Arndt, Paul Garz, Georg Habermann, Werner Albrecht, Heinz Rennhack | Otto – Naß, Rackow – Mau, Wegner, Bilecke – Gruber, Pfeifer, Danielscheck, Stretzka, Unger | Polizei SV Stettin |
| SV Viktoria Stolp         | 0:1 Unger (72.) |                                                                                            | Polizei SV Stettin |
| 28. Februar 1937 in Stolp | |                                                                                            |                    |
| Ergebnis: 0:1 (0:0)       | |                                                                                            |                    |

### Rückspiel
| Polizei SV Stettin       | Polizei SV Stettin                                                                         | SV Viktoria Stolp | SV Viktoria Stolp |
| ------------------------ | ------------------------------------------------------------------------------------------ | --- | ----------------- |
| Polizei SV Stettin       | \| 14. März 1937 in Stettin \| \| Ergebnis: 3:5 (0:4) \| \| Zuschauer: 6.000 \|            | \| 14. März 1937 in Stettin \| \| Ergebnis: 3:5 (0:4) \| \| Zuschauer: 6.000 \|                                                                                       | SV Viktoria Stolp |
| Polizei SV Stettin       | Otto – Naß, Rackow – Mau, Wegner, Bilecke – Gruber, Pfeifer, Danielscheck, Stretzka, Unger | Heinz Marczinski – Kurt Bletsch, Gerd Domke – Rudolf Mickley, Hans Lietzke, Günter Noffz – Georg Habermann, Paul Garz, Werner Albrecht, Karl Albrecht, Heinz Rennhack | SV Viktoria Stolp |
| Polizei SV Stettin       | 1:4 Rackow (47., FE) 2:5 Stretzka (76.) 3:5 Stretzka (83.)                                 | 0:1 Rennhack (5.) 0:2 Rennhack (17.) 0:3 Rennhack (30.) 0:4 Rennhack (38.) 1:5 W. Albrecht (51., FE)                                                                  | SV Viktoria Stolp |
| 14. März 1937 in Stettin |                                                                                            | |                   |
| Ergebnis: 3:5 (0:4)      |                                                                                            | |                   |
| Zuschauer: 6.000         |                                                                                            | |                   |

## Aufstiegsrunde/Qualifikationsspiele
Qualifiziert für die Aufstiegsrunde waren die Meister der sechs zweitklassigen Bezirksklassen Ost, Mitte, Nordost, Stettin, Süd und West. Jeweils drei Mannschaften traten dann im Rundenturnier mit Hin- und Rückspiel in zwei Gruppen gegeneinander an, die beiden Gruppensieger sollten zur kommenden Spielzeit in die Gauliga aufsteigen. Später wurde die Zusammenlegung der Gauligastaffeln zur kommenden Spielzeit beschlossen. Da diese nur noch zehn Mannschaften beinhalten sollten, waren zusätzliche Qualifikationsspiele nötig. Die fünftplatzierten Vereine beider Gauligastaffeln und das beste sechstplatzierte Team beider Staffeln spielten zusammen mit den Siegern der beiden Aufstiegsrunden um zwei freie Plätze für die eingleisige Gauliga im kommenden Jahr. Am Ende setzte sich der MSV Graf Schwerin Greifswald (Aufsteiger) und der MTV Pommerensdorf (Ligaverbleib) durch.

### Staffel Ost
| Pl. | Verein                                                             | Sp. | S | U | N | Tore    | Quote | Punkte |
| --- | ------------------------------------------------------------------ | --- | - | - | - | ------- | ----- | ------ |
| 1.  | SV 1910 Kolberg (Sieger Bezirksklasse Pommern Gruppe Mitte)        | 2   | 1 | 0 | 1 | 007:600 | 1,17  | 02:20  |
| 2.  | MSV Lützow Deutsch Krone (Sieger Bezirksklasse Pommern Gruppe Süd) | 2   | 1 | 0 | 1 | 006:700 | 0,86  | 02:20  |
| 3.  | MSV Blücher Stolp e (Sieger Bezirksklasse Pommern Gruppe Nordost)  | 0   | 0 | 0 | 0 | 000:000 | 1,00  | 0:0    |

### Staffel West
| Pl. | Verein                                                              | Sp. | S | U | N | Tore    | Quote | Punkte |
| --- | ------------------------------------------------------------------- | --- | - | - | - | ------- | ----- | ------ |
| 1.  | Graf Schwerin Greifswald (Sieger Bezirksklasse Pommern Gruppe West) | 2   | 2 | 0 | 0 | 008:300 | 2,67  | 04:0   |
| 2.  | Züllchower SC 1926 (Sieger Bezirksklasse Pommern Gruppe Stettin)    | 2   | 0 | 1 | 1 | 004:500 | 0,80  | 01:30  |
| 3.  | SC Labes (Sieger Bezirksklasse Pommern Gruppe Ost)                  | 2   | 0 | 1 | 1 | 005:900 | 0,56  | 01:30  |

### Qualifikationsrunde
| Pl. | Verein                                                        | Sp. | S | U | N | Tore    | Quote | Punkte |
| --- | ------------------------------------------------------------- | --- | - | - | - | ------- | ----- | ------ |
| 1.  | Graf Schwerin Greifswald (Sieger Aufstiegsrunde Staffel West) | 3   | 3 | 0 | 0 | 011:400 | 2,75  | 06:0   |
| 2.  | MTV Pommerensdorf (Sechstplatzierter Gauliga Abschnitt West)  | 4   | 2 | 1 | 1 | 022:100 | 2,20  | 05:30  |
| 3.  | SC Blücher Gollnow (Fünftplatzierter Gauliga Abschnitt West)  | 4   | 1 | 1 | 2 | 008:100 | 0,80  | 03:50  |
| 4.  | HSV Hubertus Kolberg (Fünftplatzierter Gauliga Abschnitt Ost) | 2   | 1 | 0 | 1 | 004:600 | 0,67  | 02:20  |
| 5.  | SV 1910 Kolberg (Sieger Aufstiegsrunde Staffel Ost)           | 3   | 0 | 0 | 3 | 006:210 | 0,29  | 0:60   |